# Мистерија (албум)
Мистерија је дебитантски албум краљевачког репера Кранга. Албум је издат за Крангову издавачку кућу РСФ. Продуценти су Ричи (Richy), Биг Бос и Смајли. Албум има 19 нумера, издат је у 2006, а од гостију се појављују: Суид, Кајбло Спирит, Рил Скилс (Real Skillz), Хелена, као и колеге из његове групе РСФ клан, Ричи (Richy) и Дарк ел Падрино (Dark el Padrino). Албум је добио изузетне критике. Највећи хит са албума је песма „Србија“, док је други сингл песма „Технодром“.

## Списак песама
1. Пролог
2. Мистерија
3. Технодром
4. Смири се
5. Лудим
6. Назгули
7. Србија
8. Европа
9. Готам
10. Критикуј ме
11. Инквизитори
12. Цигарете
13. Три промила
14. Крангоманија
15. Казнена експедиција
16. Утопија
17. Идол
18. Епилог
19. Борац